# Ligue adriatique de basket-ball
Pour les articles homonymes, voir Ligue adriatique.
La Ligue adriatique est un championnat de basket-ball, regroupant les meilleures équipes des pays de l'ancienne Yougoslavie (à savoir Bosnie-Herzégovine, Croatie, Monténégro, Serbie et Slovénie).
La Ligue existe en complément des championnats nationaux. Les équipes participent donc aux deux compétitions (leur championnat respectif et la ligue adriatique). La Ligue fait partie de l'Union des ligues européennes de basket-ball au même titre que les championnats nationaux. Les clubs participent également aux Coupes européennes s'ils y sont qualifiés.

## Histoire

Le logo de la Goodyear League.

La Ligue a été fondée en 2001, composée de 12 équipes. Pour la saison 2002-2003, un reformatage de la Ligue a vu la disparition d'un des clubs qui fut alors remplacé par le Maccabi Tel-Aviv (qui domine alors outrageusement le championnat israélien, et qui a donc besoin de concurrence). L'expérience ne dure qu'une année, et l'année suivante la Ligue repart avec 14 équipes, toutes appartenant à l'ex-Yougoslavie. La saison 2004-2005 se déroule avec 16 équipes, mais on revient à un système à 14 équipes la saison suivante.
Jusqu'en 2006 elle portait le nom de Goodyear League, avant de changer de sponsoring, et devenir NLB League. À partir de cette date, un accord pourrait d'ailleurs survenir entre la ligue et l'ULEB pour offrir une place en Euroligue à son vainqueur. Son nom officiel est maintenant ABA Liga depuis 2010 qui sont les premières lettre de Adriatic Basketball Association (ABA).
Plusieurs clubs d'autres nations ont participé à la compétition : le Maccabi Tel-Aviv d'Israël, Szolnoki Olaj de Hongrie, le ČEZ Basketball Nymburk de Tchéquie.
À partir de 2013, le trois premiers de la Ligue adriatique sont les qualifiés pour les coupes européennes, les titres nationaux sont devenus qualificatifs pour la ligue adriatique.

## Palmarès
La première édition est remportée par le club slovène de l'Union Olimpija qui bat en finale un autre club slovène, KK Krka Novo Mesto.
La seconde édition est remportée par un club croate, le KK Zadar.
À partir de la saison suivante, le titre est remporté lors de chaque édition par un club serbe. FMP Zeleznik remporte deux titres, en 2004 et 2006, et KK Hemofarm en 2005 puis, le Partizan de Belgrade. Ce dernier club, qui fait ses débuts dans cette ligue lors de la saison 2004-2005 et s'incline en finale lors de ses deux premières participations, devient le club comptant le plus de victoires dans cette compétition, avec six trophées, cinq de manière consécutifs, de 2007 à 2011, puis en 2013.
La domination des clubs serbes est rompu en 2012 par le Maccabi Tel-Aviv. En 2014, le club croate du Cibona Zagreb devient le septième à inscrire son nom au palmarès.
| Saison    | Champion                                               | Finaliste                                              | Score                                                  |
| --------- | ------------------------------------------------------ | ------------------------------------------------------ | ------------------------------------------------------ |
| 2001-2002 | Union Olimpija                                         | KK Krka Novo Mesto                                     | 73-59                                                  |
| 2002-2003 | KK Zadar                                               | Maccabi Tel Aviv                                       | 63-49                                                  |
| 2003-2004 | KK Zeleznik                                            | Cibona Zagreb                                          | 69-51                                                  |
| 2004-2005 | KK Hemofarm                                            | Partizan Belgrade                                      | 85-83, 94-82                                           |
| 2005-2006 | KK Zeleznik                                            | Partizan Belgrade                                      | 73-72                                                  |
| 2006-2007 | Partizan Belgrade                                      | FMP Zeleznik                                           | 89-76                                                  |
| 2007-2008 | Partizan Belgrade                                      | KK Hemofarm                                            | 71-70                                                  |
| 2008-2009 | Partizan Belgrade                                      | Cibona Zagreb                                          | 91-88                                                  |
| 2009-2010 | Partizan Belgrade                                      | Cibona Zagreb                                          | 75-74                                                  |
| 2010-2011 | Partizan Belgrade                                      | Union Olimpija                                         | 77-74                                                  |
| 2011-2012 | Maccabi Tel-Aviv                                       | KK Cedevita                                            | 87-77                                                  |
| 2012-2013 | Partizan Belgrade                                      | Étoile rouge de Belgrade                               | 71-63                                                  |
| 2013-2014 | Cibona Zagreb                                          | Cedevita Zagreb                                        | 72-59                                                  |
| 2014-2015 | Étoile rouge de Belgrade                               | Cibona Zagreb                                          | 3-1                                                    |
| 2015-2016 | Étoile rouge de Belgrade                               | Mega Leks                                              | 3-0                                                    |
| 2016-2017 | Étoile rouge de Belgrade                               | Cedevita Zagreb                                        | 3-0                                                    |
| 2017-2018 | Budućnost Podgorica                                    | Étoile rouge de Belgrade                               | 3-1                                                    |
| 2018-2019 | Étoile rouge de Belgrade                               | Budućnost Podgorica                                    | 3-2                                                    |
| 2019-2020 | Compétition annulée à cause de la pandémie de Covid-19 | Compétition annulée à cause de la pandémie de Covid-19 | Compétition annulée à cause de la pandémie de Covid-19 |
| 2020-2021 | Étoile rouge de Belgrade                               | Budućnost Podgorica                                    | 3-2                                                    |
| 2021-2022 | Étoile rouge de Belgrade                               | Partizan Belgrade                                      | 3-2                                                    |
| 2022-2023 | Partizan Belgrade                                      | Étoile rouge de Belgrade                               | 3-2                                                    |
| 2023-2024 | Étoile rouge de Belgrade                               | Partizan Belgrade                                      | 3-0                                                    |
| 2024-2025 | Partizan Belgrade                                      | Budućnost Podgorica                                    | 3-1                                                    |

### MVP de la saison régulière
| Saison    | MVP                                                    | Club                                                   |
| --------- | ------------------------------------------------------ | ------------------------------------------------------ |
| 2001-2002 | Marino Baždarić                                        | Triglav osiguranje                                     |
| 2002-2003 | Kenyan Weaks                                           | Pivovarna Laško                                        |
| 2003-2004 | Dejan Milojević                                        | Budućnost                                              |
| 2004-2005 | Dejan Milojević                                        | Partizan Belgrade                                      |
| 2005-2006 | Dejan Milojević                                        | Partizan Belgrade                                      |
| 2006-2007 | Milan Gurović                                          | Étoile rouge                                           |
| 2007-2008 | Tadija Dragićević                                      | Étoile rouge                                           |
| 2008-2009 | Ante Tomić                                             | KK Zagreb                                              |
| 2009-2010 | Chester Mason                                          | HKK Široki                                             |
| 2010-2011 | Luka Žorić                                             | KK Zagreb                                              |
| 2011-2012 | David Simon                                            | Radnički                                               |
| 2012-2013 | Aleksandar Ćapin                                       | Radnički                                               |
| 2013-2014 | Dario Šarić                                            | Cibona Zagreb                                          |
| 2014-2015 | Nikola Jokić                                           | KK Mega Leks                                           |
| 2015-2016 | Miro Bilan                                             | KK Cedevita                                            |
| 2016-2017 | Nikola Janković                                        | Union Olimpija                                         |
| 2017-2018 | Luka Žorić                                             | Cibona Zagreb                                          |
| 2018-2019 | Goga Bitadze                                           | Budućnost Podgorica                                    |
| 2019-2020 | Compétition annulée à cause de la pandémie de Covid-19 | Compétition annulée à cause de la pandémie de Covid-19 |
| 2020-2021 | Filip Petrušev                                         | KK Mega                                                |
| 2021-2022 | Nikola Kalinić                                         | Étoile rouge                                           |
| 2022-2023 | Luka Božić                                             | KK Zadar                                               |
| 2023-2024 | Luka Božić                                             | KK Zadar                                               |
| 2024-2025 | McKinley Wright                                        | Budućnost Podgorica                                    |

## Les équipes
| Club                     | 01-02  | 02-03  | 03-04  | 04-05  | 05-06  | 06-07  | 07-08  | 08-09  | 09-10  | 10-11  | 11-12  | 12-13  | 13-14  | 14-15 | 15-16 | Nb |
| ------------------------ | ------ | ------ | ------ | ------ | ------ | ------ | ------ | ------ | ------ | ------ | ------ | ------ | ------ | ----- | ----- | -- |
| Borac Banja Luka         | –      | 11e    | 13e    | –      | –      | –      | –      | –      | –      | –      | –      | –      | –      | –     | –     | 2  |
| Bosna Sarajevo           | 12e    | 12e    | –      | 1/4 f. | 1/4 f. | 10e    | –      | 7e     | 13e    | –      | –      | –      | –      | –     | –     | 7  |
| Igokea Aleksandrovac     | –      | –      | –      | –      | –      | –      | –      | –      | –      | 11e    | –      | 1/2 f. | 6e     | 12e   | 9e    | 5  |
| Sloboda Tuzla (en)       | 5e     | –      | –      | –      | –      | –      | –      | –      | –      | –      | –      | –      | –      | –     | –     | 1  |
| Široki                   | 6e     | 9e     | 12e    | 13e    | 11e    | 11e    | 12e    | –      | 10e    | 9e     | 5e     | 10e    | 14e    | -     | –     | 12 |
| Levski Sofia             |        |        |        |        |        |        |        |        |        |        |        |        |        | 14e   | –     |    |
| Cedevita Zagreb          | –      | –      | –      | –      | –      | –      | –      | –      | 7e     | 7e     | 2e     | 6e     | 2e     | 3e    | 3e    | 7  |
| Cibona Zagreb            | 1/2 f. | 5e     | 2e     | 1/4 f. | 1/4 f. | 1/2 f. | 1/4 f. | 2e     | 2e     | 12e    | 7e     | 11e    | 1er    | 11e   | 8e    | 15 |
| Split                    | 8e     | 10e    | 9e     | 15e    | –      | 14e    | 10e    | 10e    | –      | –      | –      | 14e    | -      | –     | –     | 8  |
| Šibenka Dalmare          | –      | –      | –      | 11e    | –      | –      | –      | –      | –      | –      | –      | -      | -      | –     | –     | 1  |
| Triglav osiguranje       | 10e    | –      | –      | –      | –      | –      | –      | –      | –      | –      | -      | -      | –      | –     | –     | 1  |
| Zadar                    | 7e     | 1er    | 8e     | 1/4 f. | 1/4 f. | 7e     | 1/2 f. | 5e     | 8e     | 14e    | –      | 12e    | 13e    | 8e    | 6e    | 14 |
| Zagreb                   | –      | 6e     | 11e    | 12e    | 13e    | 12e    | 11e    | 13e    | 6e     | 5e     | 9e     | -      | -      | -     | –     | 10 |
| Nymburk                  | –      | –      | –      | –      | –      | –      | –      | –      | –      | 8e     | –      | -      | -      | –     | –     | 1  |
| Szolnoki Olaj            | –      | –      | –      | –      | –      | –      | –      | –      | –      | -      | –      | 13e    | 12e    | 7e    | –     | 2  |
| Maccabi Tel-Aviv         | –      | 2e     | –      | –      | –      | –      | –      | –      | –      | –      | 1er    | -      | -      | -     | –     | 2  |
| MZT Skopje               | –      | –      | –      | –      | –      | –      | –      | –      | –      | -      | –      | 7e     | 9e     | 13e   | 10e   | 4  |
| KK Budućnost Podgorica   | 9e     | –      | 5e     | 14e    | –      | 5e     | 1/4 f. | 6e     | 5e     | 1/2 f. | 1/2 f. | 5e     | 5e     | 2e    | 1re   | 13 |
| Lovćen Cetinje           | –      | –      | 14e    | –      | –      | –      | –      | –      | –      | –      | –      | –      | –      | –     | –     | 1  |
| Sutjeska Nikšić          | –      | –      | –      | –      | –      | –      | –      | –      | –      | –      | –      | –      | –      | –     | 13e   | 1  |
| Étoile rouge de Belgrade | –      | 1/2 f. | 1/2 f. | 1/2 f. | 1/2 f. | 6e     | 1/4 f. | 1/2 f. | 9e     | 13e    | 10e    | 2e     | 1/2 f. | 1re   | 2e    | 14 |
| KK Železnik              | –      | –      | 1er    | 1/2 f. | 1er    | 2e     | 1/4 f. | 8e     | 12e    | –      | –      | –      | -      | –     | –     | 7  |
| Hemofarm Vršac           | –      | –      | –      | 1er    | 1/2 f. | 1/2 f. | 2e     | 1/2 f. | 1/2 f. | 6e     | 12e    | –      | -      | –     | –     | 8  |
| Mega Vizura              | –      | –      | -      | –      | –      | –      | –      | –      | –      | –      | –      | -      | 8e     | 10e   | 4e    | 3  |
| Metalac Valjevo          | –      | –      | –      | –      | –      | –      | –      | –      | –      | –      | –      | –      | –      | 6e    | 11e   | 2  |
| Partizan Belgrade        | –      | –      | –      | 2e     | 2e     | 1er    | 1er    | 1er    | 1er    | 1er    | 1/2 f. | 1er    | 1/2 f. | 4e    | 5e    | 12 |
| Radnički Kragujevac      | –      | –      | –      | –      | –      | –      | –      | –      | 11e    | 10e    | 8e     | 1/2 f. | 11e    | –     | –     | 5  |
| Vojvodina Novi Sad       | –      | –      | –      | –      | 1/4 f. | –      | 9e     | 14e    | –      | –      | –      | –      | –      | –     | –     | 3  |
| KK Domžale               | –      | –      | –      | 16e    | 12e    | 8e     | 13e    | 12e    | 14e    | –      | 13e    | –      | –      | –     | –     | 7  |
| KK Slovan                | 11e    | –      | 10e    | 10e    | 9e     | 13e    | 14e    | –      | –      | –      | –      | –      | –      | –     | –     | 6  |
| KK Krka Novo Mesto       | 2e     | 7e     | 7e     | –      | –      | –      | –      | 11e    | –      | 1/2 f. | 11e    | 9e     | 7e     | 9e    | 12e   | 10 |
| KK Union Olimpija        | 1er    | 1/2 f. | 1/2 f. | 1/4 f. | 10e    | 9e     | 1/2 f. | 9e     | 1/2 f. | 2e     | 6e     | 8e     | 10e    | 5e    | 7e    | 15 |
| KK Sentjur               |        |        |        |        |        |        |        |        |        |        |        |        |        |       | 14e   | 1  |
| Zlatorog Laško           | 1/2 f. | 8e     | 6e     | 9e     | 14e    | –      | –      | –      | –      | –      | 14e    | –      | –      | –     | –     | 6  |

## Sources et références
1. ↑  La finale de 2005 se déroule au meilleur des trois rencontres.